# Ceratomontia sanguinea
Ceratomontia sanguinea is een hooiwagen uit de familie Triaenonychidae.